# Villatuerta
Villatuerta là một đô thị trong tỉnh và cộng đồng tự trị Navarre, Tây Ban Nha. Đô thị này có dân số là 847 người, diện tích 23,592 km2. Đô thị Villatuerta nằm ở độ cao 425 m trên mực nước biển.
Các đô thị giáp ranh: Vallée de Yerri về phía bắc, Aberin và Oteiza về phía nam, Cirauqui và Mendigorria về phía đông và Estella về phía tây.

## Biến động dân số
| Biến động dân số giai đoạn 1896 và 1990 | Biến động dân số giai đoạn 1896 và 1990 | Biến động dân số giai đoạn 1896 và 1990 | Biến động dân số giai đoạn 1896 và 1990 | Biến động dân số giai đoạn 1896 và 1990 | Biến động dân số giai đoạn 1896 và 1990 | Biến động dân số giai đoạn 1896 và 1990 | Biến động dân số giai đoạn 1896 và 1990 | Biến động dân số giai đoạn 1896 và 1990 | Biến động dân số giai đoạn 1896 và 1990 |
| 1896                                    | 1901                                    | 1926                                    | 1936                                    | 1954                                    | 1962                                    | 1968                                    | 1975                                    | 1982                                    | 1990                                    |
| --------------------------------------- | --------------------------------------- | --------------------------------------- | --------------------------------------- | --------------------------------------- | --------------------------------------- | --------------------------------------- | --------------------------------------- | --------------------------------------- | --------------------------------------- |
| 644                                     | 659                                     | 748                                     | 695                                     | 733                                     | 736                                     | 744                                     | 719                                     | 767                                     | 797                                     |
| Nguồn: wikipedia espagnol Villatuerta   |                                         |                                         |                                         |                                         |                                         |                                         |                                         |                                         |                                         |

| Biến động dân số                                          | Biến động dân số | Biến động dân số | Biến động dân số | Biến động dân số | Biến động dân số | Biến động dân số | Biến động dân số | Biến động dân số | Biến động dân số | Biến động dân số |
| 1996                                                      | 1998             | 1999             | 2000             | 2001             | 2002             | 2003             | 2004             | 2005             | 2006             | 2007             |
| --------------------------------------------------------- | ---------------- | ---------------- | ---------------- | ---------------- | ---------------- | ---------------- | ---------------- | ---------------- | ---------------- | ---------------- |
| 786                                                       | 767              | 817              | 778              | 818              | 864              | 908              | 970              | 990              | 983              | 1 044            |
| Nguồn: Villatuerta et instituto de estadística de navarra |                  |                  |                  |                  |                  |                  |                  |                  |                  |                  |